# Катастрофа Boeing 787 в Ахмадабаде
Катастрофа Boeing 787 в Ахмадабаде — крупная авиационная катастрофа, произошедшая в четверг 12 июня 2025 года. Авиалайнер Boeing 787-8 Dreamliner авиакомпании Air India выполнял плановый рейс AI171 по маршруту Ахмадабад—Лондон, но всего через 32 секунды после взлёта рухнул на общежитие Медицинского колледжа B. J. (BJMC) . В катастрофе погибли 260 человек — 241 человек на борту самолёта (229 пассажиров и 12 членов экипажа) и 19 человек на земле; ещё 68 человек получили ранения — 67 человек на земле и единственный выживший на борту самолёта — 40-летний Вишваш Кумар Рамеш (англ. Wishwash Kumar Ramesh).
Катастрофа рейса 171 стала одной из крупнейших авиационных катастроф и крупнейшей, в которой выжил всего 1 человек на борту. Также стала она второй крупной катастрофой в истории авиакомпании Air India (после катастрофы Boeing 747 под Корком, 329 погибших), третьей (по числу погибших) катастрофой в истории гражданской авиации Индии и первой катастрофой авиалайнера Boeing 787 Dreamliner в истории его эксплуатации.

## Самолёт
Boeing 787-8 Dreamliner (регистрационный номер VT-ANB, заводской 36279, серийный 026) был выпущен на заводе компании «Boeing» в Эверетте (штат Вашингтон) в 2013 году. Оснащён двумя турбовентиляторными двигателями General Electric GEnx-1B64. Первый испытательный полёт совершил 14 декабря 2013 года под тестовым бортовым номером N10230. В ночь с 31 января на 1 февраля 2014 года был доставлен заказчику — индийской авиакомпании Air India, выполнив рейс с завода компании «Boeing» через аэропорт Пейн Филд в аэропорт имени Индиры Ганди в Дели.
8 февраля лайнер был введён в коммерческую эксплуатацию Air India, в которой получил бортовой номер VT-ANB, и выполнял рейсы с компоновкой салона на 18 мест бизнес-класса и 238 мест эконом-класса. На день катастрофы 11-летний авиалайнер налетал 41 868 часов.

## Экипаж и пассажиры
По данным Air India, на борту лайнера находились 12 членов экипажа и 230 пассажиров, включая 13 детей (2 младенца). Среди пассажиров были 169 граждан Индии, 53 гражданина Великобритании, 7 граждан Португалии и 1 гражданин Канады.
Также среди пассажиров на борту самолёта находился Виджай Рупани — бывший главный министр штата Гуджарат.
Состав экипажа рейса AI171 был таким:
- Командир воздушного судна (КВС) — 56-летний Сумит Сабхарвал (англ. Sumeet Sabharwal). Очень опытный пилот, управлял самолётами TB-20[англ.], Beechcraft Baron, Cessna 152, Airbus A310 и Boeing 777. Налетал 15 638 часов, 8596 из них на Boeing 787 Dreamliner.
- Второй пилот — 32-летний Клайв Кундер (англ. Clive Kunder). Опытный пилот, управлял самолётами Cessna 172, PA-34 (в качестве КВС) и Airbus A320 (в качестве второго пилота). Налетал 3403 часа, 1128 из них на Boeing 787 Dreamliner.

В салоне самолёта работали 10 бортпроводников.
| Гражданство    | Пассажиры | Экипаж | Всего |
| -------------- | --------- | ------ | ----- |
| Индия          | 157       | 12     | 169   |
| Великобритания | 53        | 0      | 53    |
| Португалия     | 7         | 0      | 7     |
| Канада         | 1         | 0      | 1     |
| Всего          | 230       | 12     | 242   |

## Хронология событий
Рейс AI171 получил разрешение на вылет в Лондон в 13:37:33 IST (08:07:33 UTC) и начал разбег по взлётной полосе №23 в 13:37:37. Согласно данным бортовых самописцев, лайнер набрал скорость принятия решения (V1, 283 км/ч) в 13:38:33 (08:08:33 UTC). Датчики самолёта «воздух/земля» перешли в режим полёта, что соответствует отрыву от ВПП в 13:38:39.
Рейс 171 достиг взлётной скорости (V2, 333 км/ч) примерно в 13:38:42. Сразу же после этого переключатели подачи авиатоплива обоих двигателей перешли из рабочего положения в нерабочее с интервалом в 1 секунду. Обороты двигателей из-за прекращения подачи авиатоплива начали снижаться. В 13:38:47 значения частоты вращения обоих двигателей опустились ниже минимальной частоты вращения холостого хода, и заработал гидравлический насос аварийной авиационной турбины.
Переключатель подачи авиатоплива двигателя №1 (левого) перешёл из нерабочего положения в рабочее примерно в 13:38:52. Входная заслонка воздухозаборника вспомогательной силовой установки начала открываться примерно в 13:38:54, что соответствует порядку автоматического запуска ВСУ. В 13:38:56 переключатель подачи авиатоплива двигателя №2 (правого) также переходит в рабочее положение. Наблюдалось повышение температуры выхлопных газов обоих двигателей, что указывает на их повторный запуск. Замедление двигателя №1 прекратилось, и он начал увеличивать обороты. Двигатель №2 смог повторно запуститься, но не смог замедлить частоту вращения.
В 13:39:05 один из пилотов передал сигнал бедствия.
В 13:39:11 IST (08:09:11 UTC) рейс AI171 не смог набрать высоту и рухнул на жилой район Ахмадабада, обломки хвостовой части упали на здание общежития Медицинского колледжа B. J. (BJMC). Вскоре после столкновения с землёй лайнер, полностью заправленный авиатопливом для продолжительного полёта (54 200 килограммов авиатоплива), взорвался и полностью разрушился (относительно уцелела только хвостовая часть в районе стабилизаторов)..
В 13:44:44 IST (08:14:44 UTC) пожарная бригада покинула территорию аэропорта Ахмадабада для проведения спасательных работ и тушения пожара.
На борту самолёта выжил только 1 пассажир — 40-летний гражданин Великобритании Вишваш Кумар Рамеш, сидевший на месте 11А в эконом-классе; остальные 241 человек погибли.

## Реакция

### Внутренняя
- Премьер-министр Индии Нарендра Моди выразил глубокую скорбь, назвав трагедию «невыразимо болезненной», и подчеркнул, что находится в постоянном контакте с министрами и властями, координируя помощь пострадавшим[20].
- Авиакомпания Air India в знак уважения к пассажирам и экипажу рейса 171 изменила номер рейса Ахмадабад—Лондон с AI171 на AI159 (номер обратного рейса также сменился — с AI172 на AI160). Её дочерняя авиакомпания Air India Express также отказалась от номера своего рейса IX171[21][22]

### Компании
- Председатель авиакомпании Air India Натараджан Чандрасеккаран[англ.] («Tata Group») выразил «самые глубокие соболезнования» пострадавшим и их семьям, подтвердив, что компания концентрируется на поддержке жертв, экстренных службах и предоставлении проверенной информации. Конгломерат «Tata Group» также пообещал выплатить компенсацию в размере ₹1 крора (~86 000 £) каждой семье погибшего в катастрофе[23].
- Акции компании «Boeing» упали почти на 8 % на предмаркете сразу после новости о катастрофе[24].

### Международная
- Президент России Владимир Путин выразил соболезнования президенту Индии Драупади Мурму, а также премьер-министру Индии Нарендре Моди в связи с катастрофой лайнера[25].
- Премьер-министр Великобритании Кир Стармер написал в Twitter: «Кадры, поступающие о самолёте, который летел в Лондон с большим количеством британских граждан на борту и разбился в индийском городе Ахмедабад, ужасны. Я получаю оперативную информацию о развитии ситуации, и в это трудное время мои мысли с пассажирами и их семьями»[26][27].
- Президент Франции Эмманюэль Макрон написал в Twitter: «С глубокой скорбью мы узнали о трагической авиакатастрофе в Ахмедабаде, Индия. В эти трудные минуты наши искренние соболезнования адресованы близким погибших, а также премьер-министру Нарендре Моди»[27].
- Премьер-министр Австралии Энтони Албаниз назвал новость о катастрофе «чрезвычайно трагической» и выразил соболезнования всем пострадавшим, подчеркнув, что правительство Австралии следит за развитием ситуации[28].
- Король Великобритании Карл III выразил глубокое потрясение произошедшим в Ахмадабаде и направил особые молитвы и соболезнования семьям и близким жертв трагедии[29].
- Папа Римский Лев XIV через госсекретаря Ватикана выразил глубокие соболезнования семьям погибших, заверил в молитвах и призвал к божественному исцелению и миру для всех пострадавших[28].
- Председатель Временного правительства Бангладеш Мухаммад Юнус направил соболезнования премьер-министру Нарендре Моди, выразив солидарность с народом и правительством Индии и предложив всестороннюю поддержку[30].
- Глава Еврокомиссии Урсула фон дер Ляйен выразила глубокие соболезнования и подчеркнула, что Европа солидарна с Индией в этот момент скорби[31][32].
- Премьер-министр Ирландии Михол Мартин выразил мысли и молитвы в адрес народа Индии и семей погибших, поблагодарив службы спасения за их действия на месте трагедии[28].

## Расследование
Расследование причин катастрофы рейса AI171 проводит Генеральный директорат гражданской авиации Индии (DGCA) при участии авиакомпании Air India. Для оценки была отправлена техническая группа.
Один из экспертов на основании записей камер видеонаблюдения в аэропорту Ахмадабада назвал подозрительным, что стойки шасси разбившегося самолёта не были убраны, хотя они должны были быть убраны сразу после взлёта.
Через несколько часов после катастрофы было сообщено об обнаружении одного из двух бортовых самописцев (параметрического), который поможет установить точную причину трагедии. Вечером 15 июня сообщили об обнаружении второго самописца (речевого).
Согласно предварительному отчёту расследования, опубликованному 8 июля 2025 года, переключатели подачи авиатоплива для обоих двигателей были вскоре после взлёта переведены в положение «выключено». Причины этого не ясны. Также на записи речевого самописца есть слова второго пилота, который спрашивает командира, почему он отключил двигатели; КВС отвечает, что он этого не делал. Была попытка перезапустить двигатели.
Высказываются предположения о том, что это был случай самоубийства пилота.